# Armènides
Armènides (en llatí Armenidas o Armenides, en grec antic Ἀρμενίδας o Ἀρμενίδης) fou un escriptor grec que va escriure una obra sobre Tebes (Θηβαϊκα) a la que fan referència uns escolis a Apol·loni de Rodes i Esteve de Bizanci. No es pot dir si la seva obra era en prosa o en vers, i la seva època és desconeguda.